# J'ai pour toi un lac
Pistes de Gilles Vigneault
Jos Hébert Caillou la pierre
J'ai pour toi un lac est une chanson écrite et interprétée par Gilles Vigneault, sortie en 1962.

## Historique
La chanson sort  en 1962 dans l'album Gilles Vigneault. 
Elle est reprise par Jacques Douai en 1965.

## Thématique
Il s'agit d'une chanson d'amour, où le chanteur offre ce qu'il a de mieux à sa bien-aimée : un lac, une promenade sur le sable, ou encore les milles châteaux d'un nuage.

« Il y a 50 ans, Gilles Vigneault enregistrait la chanson J'ai pour toi un lac. L'enregistrement sur disque a quelques rides, mais le cœur de la chanson est intact, et c'est encore très joli, en 2012, d'offrir à quelqu'un un lac. »